# Archidiecezja Maseru
Archidiecezja Maseru (łac.: Archidioecesis Maseruena) – rzymskokatolicka archidiecezja w Lesotho, obejmująca swoim zasięgiem część terytorium kraju.
Siedziba arcybiskupa znajduje się przy archikatedrze NMP Zwycięskiej w Maseru.

## Historia
8 maja 1894 papież Leon XIII erygował prefekturę apostolską Basutolandu. 18 lutego 1909 została ona podniesiona do rangi wikariatu apostolskiego, a 11 stycznia 1951 do rangi diecezji i zmieniła nazwę na diecezja Maseru. 3 stycznia 1961 została podniesiona do rangi archidiecezji.

## Ordynariusze

### Prefekt apostolski Basutolandu
- o. Jules-Joseph Cénez OMI (1895 - 1909)

### Wikariusze apostolscy Basutolandu
- bp Jules-Joseph Cénez OMI (1909 - 1930)
- bp Joseph Bonhomme OMI (1933 - 1947)
- bp Joseph Delphis Des Rosiers OMI (1948 - 1951)

### Biskup Maseru
- bp Joseph Delphis Des Rosiers OMI (1951 - 1961) następnie mianowany biskupem Qacha’s Nek

### Arcybiskupi Maseru
- abp Emanuel Mabathoana OMI (1961 - 1966)
- abp Alfonso Liguori Morapeli OMI (1967 - 1989)
- abp Bernard Mohlalisi OMI (1990 - 2009)
- abp Gerard Tlali Lerotholi OMI (2009 - nadal)

## Podział administracyjny
W skład archidiecezji Maseru wchodzi 41 parafii

## Główne świątynie
- Katedra: Archikatedra Matki Boskiej Zwycięskiej w Maseru